# SWAD
SWAD ("Sistema Web de Apoyo a la Docencia" em Espanhol) é uma aplicação web para gerenciar cursos e apoiar estudantes e professores de uma ou de mais instituições de ensino.

## História
A primeira versão do SWAD apareceu em Setembro de 1999. Em 2005, seu uso foi adotado na Universidade de Granada. Em Janeiro de 2010 foi lançado como software livre sob a GNU Affero General Public License, versão 3. Em 2010, o sistema foi utilizado por 1.100 professores e por 35.000 alunos. Em 2011 foi usado por 2.000 professores e 60.000 estudantes em 2.800 cursos.
O SWAD está atualmente disponível em 9 idiomas e é usado na Universidade de Granada, na Universidade Nacional de Assunção e no portal OpenSWAD.org. Em Outubro de 2013, a instalação do SWAD na Universidade de Granada alojava 395 cursos (graduação e pós-graduação) com 6255 disciplinas, 91622 alunos e  2958 professores.

## Especificações técnicas

### Servidor
O núcleo do SWAD é um CGI programado em C compreendendo quase todas as funcionalidades da plataforma. O núcleo é complementado com alguns programas adicionais, como um módulo de processamento de fotos e um módulo de chat.
O servidor roda em um sistema GNU/Linux com o servidor Apache e um banco de dados MySQL ou MariaDB.

### Clientes
Sendo uma aplicação web, o cliente pode ser qualquer navegador web moderno. Para usar o chat, é necessário ter instalada a plataforma Java.
Além do cliente web, há uma aplicação de aprendizagem móvel para dispositivos Android chamada SWADroid , que implementa alguns dos recursos mais usados na versão web.

## Hierarquia e papéis

### Organização hierárquica
O SWAD pode acomodar em uma única plataforma uma ou múltiplas organizações educacionais. Ele usa a seguinte estrutura hierárquica:
- Países
- Instituições (Universidades, Academias, organizações, Empresas,...)
- Centros (faculdades, buildings,...)
- Graus (Grau académico, Mestrado,...)
- Cursos
- Tipos de grupos (palestras, práticas, seminários,...)
- Grupos (A, B, manhã, tarde,...)

O elemento central dessa hierarquia é o curso, que pode registrar muitos professores e estudantes.

### Papéis
Cada usuário tem um papel de estudante ou de professor em cada curso no qual ele/ela está envolvido. Em adição, alguns usuários podem ser administradores de um ou mais graus, ou superusuários (administradores globais da plataforma).

## Funcionalidade do SWAD
O SWAD distribui suas funcionalidades em 8 abas, cada uma com muitas opções:
- Plataforma: Gerenciamento de instituições, centros, graduações e disciplinas
- Curso: Informação e documentação do curso selecionado
- Avaliação: Avaliação dos estudantes no curso selecionado
- Matrícula: Gerenciamento de grupos, de estudantes e de professores
- Usuários: Informação sobre estudantes e professores
- Mensagens: Comunicação entre usuários, fórum de discussão, chat
- Estatísticas: Estatísticas e monitoramento das visitas
- Perfil: Informações pessoais do usuário